# Giác thư lá hẹp
Giác thư lá hẹp (danh pháp: Ceratostylis angustifolia) là một loài thực vật có hoa trong họ Lan. Loài này được Ridl. mô tả khoa học đầu tiên năm 1917.